# Zongzhai, Qinghai
Zongzhai (kinesiska: 总寨, 总寨镇) är en köpinghuvudort i Kina. Den ligger i provinsen Qinghai, i den nordvästra delen av landet, omkring 13 kilometer sydväst om provinshuvudstaden Xining. Antalet invånare är 49 375. Befolkningen består av 24 597 kvinnor och 24 778 män. Barn under 15 år utgör 18,0 %, vuxna 15-64 år 75 %, och äldre över 65 år 6,0 %.
Runt Zongzhai är det ganska tätbefolkat, med 207 invånare per kvadratkilometer. Närmaste större samhälle är Xining, 11,6 km norr om Zongzhai. Trakten runt Zongzhai består i huvudsak av gräsmarker.
Genomsnittlig årsnederbörd är 537 millimeter. Den regnigaste månaden är juli, med i genomsnitt 140 mm nederbörd, och den torraste är januari, med 3 mm nederbörd.